# 匙形铁角蕨
匙形铁角蕨（学名：Asplenium spathulinum）为铁角蕨科铁角蕨属下的一个种。

## 扩展阅读
- 維基物種上的相關：匙形铁角蕨